# Église de la Mémoire
L'église de la Mémoire (en portugais : Igreja da Memória) est une église située dans le quartier d'Ajuda, à Lisbonne. Elle abrite le mausolée de Sebastião José de Carvalho e Melo, marquis de Pombal. Elle est classée monument national du Portugal.

## Histoire
L'église de la Mémoire entièrement construite en calcaire était dédiée à la survie du roi Joseph Ier lors de la tentative d'assassinat de la famille Távora en 1758. L'église a été construite dans un style baroque avec des caractéristiques néoclassiques et couronnée par un dôme.
L'église de la mémoire a été classée monument national en 1923.

## Galerie

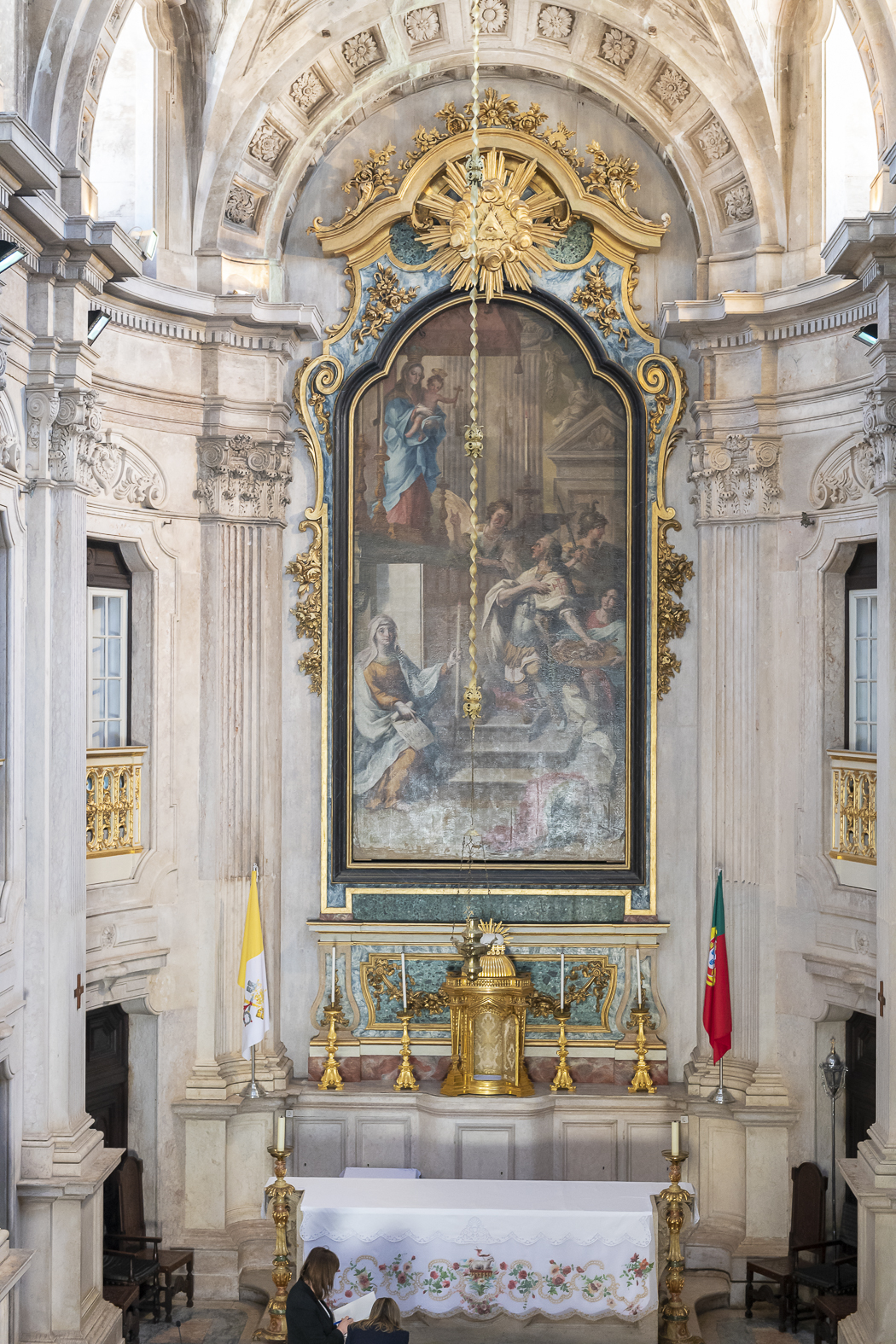
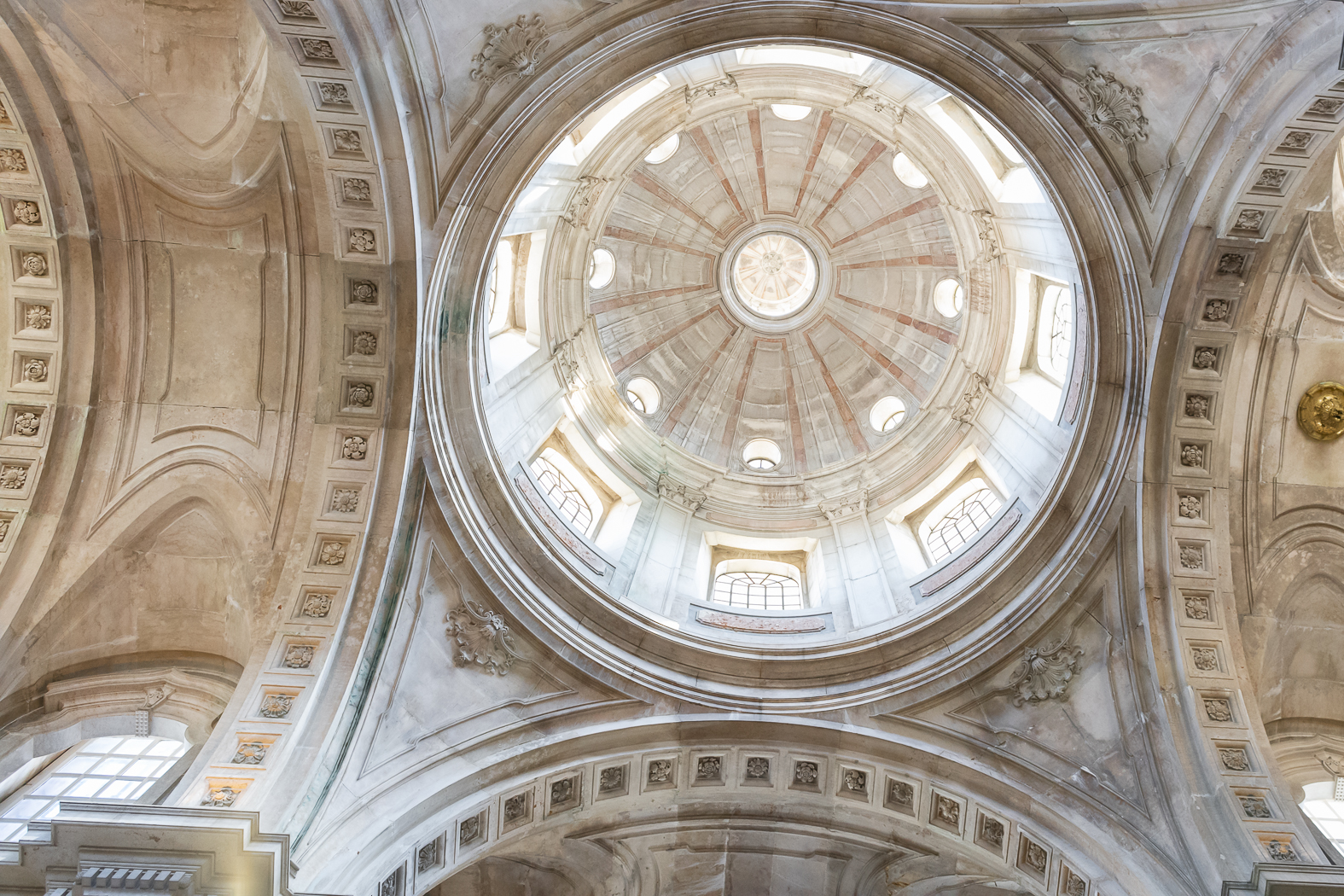
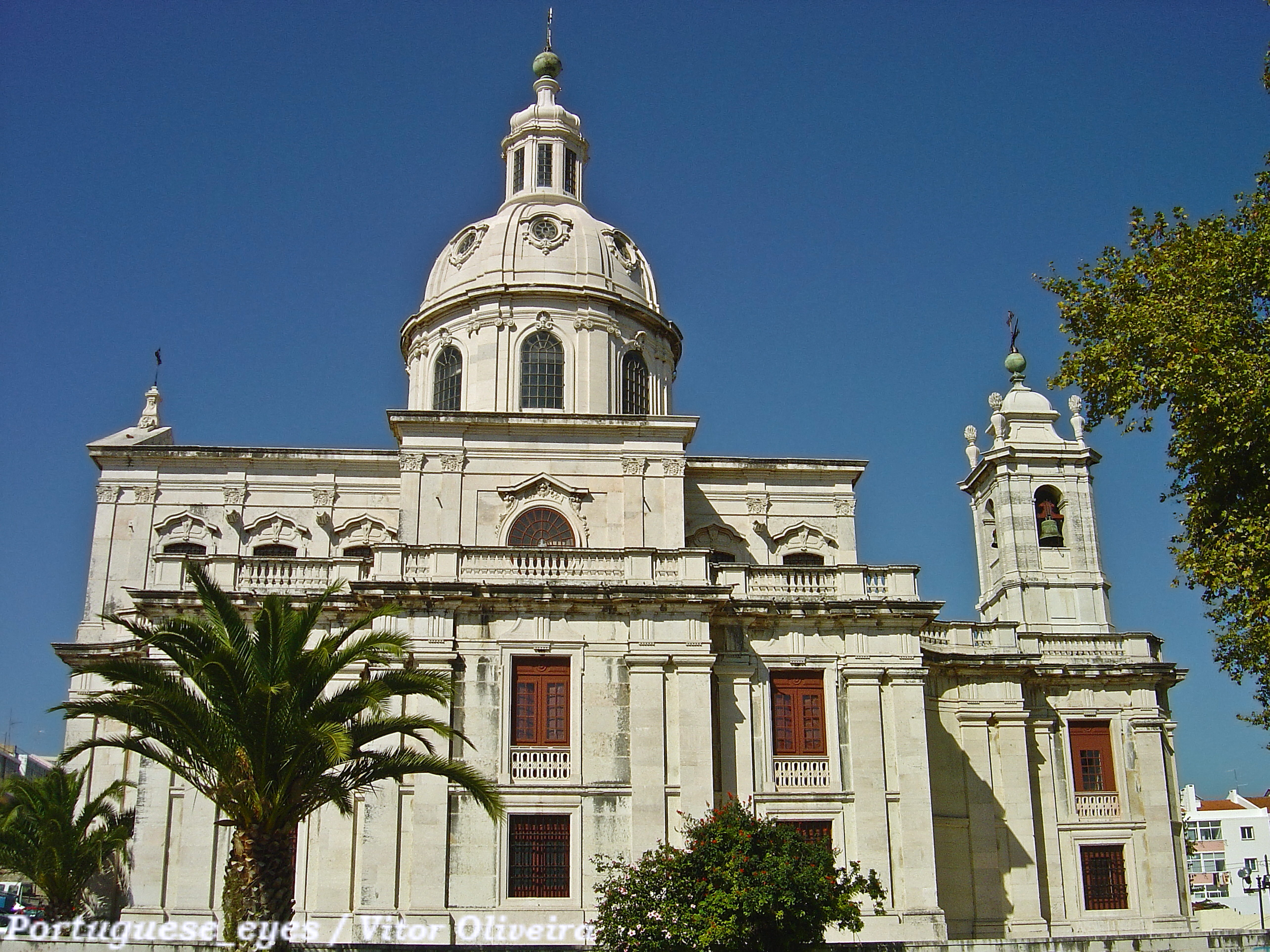
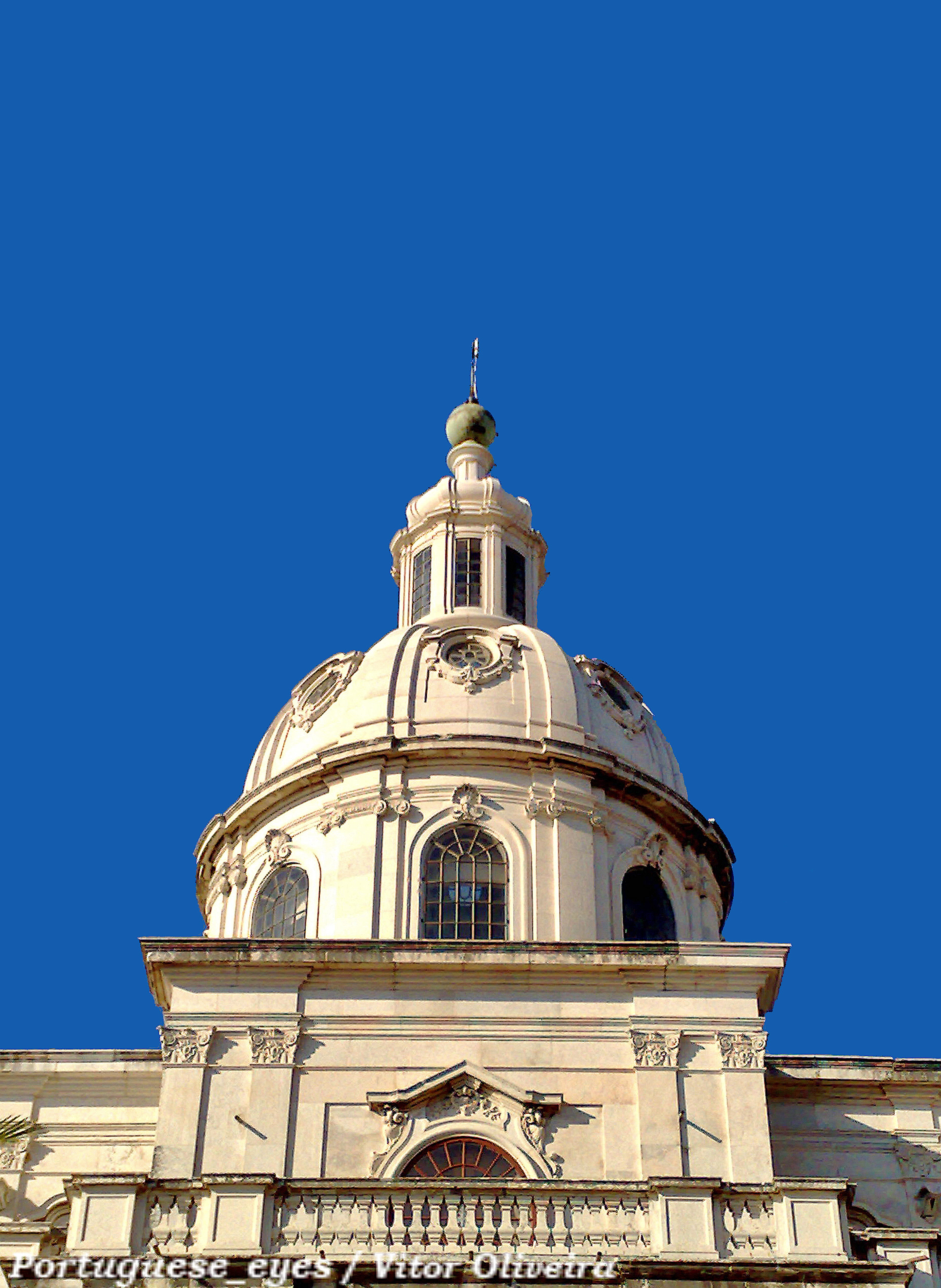
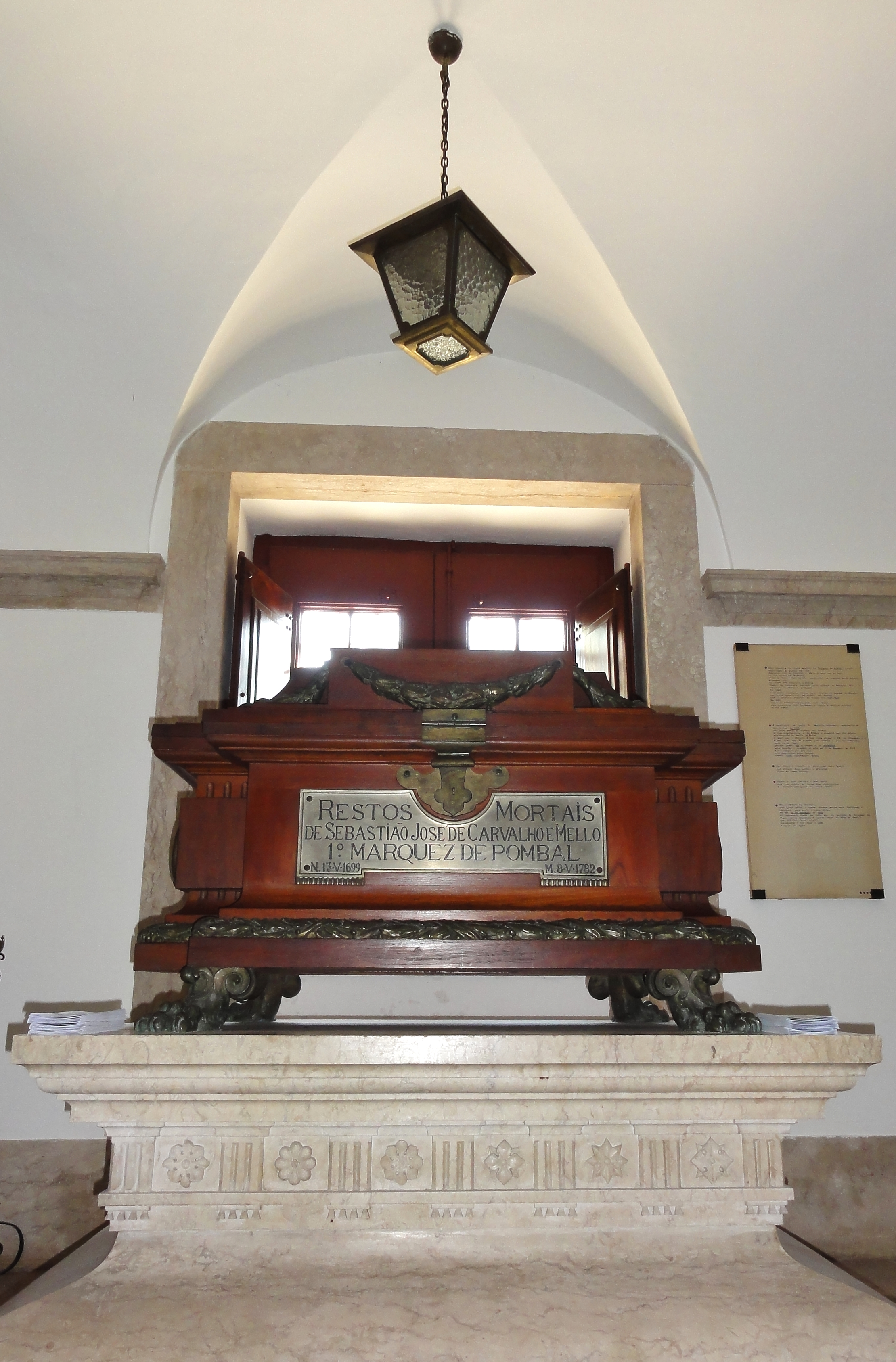